# Аральск (аэропорт)
Аральск — бывший аэропорт местных воздушных линий в Кызылординской области Казахстана, в 5 км северо-западнее города Аральск. В советский период являлся аэродромом совместного базирования военной и гражданской авиации.

## История

### Военный аэродром
Аэродром Аральск начал использоваться военной авиацией с мая 1955 года для обеспечения деятельности войсковой части 41167 — 14-й отдельной испытательной станции (14 ОИС) полигона Капустин Яр. Несколько позже на аэродроме стало базироваться звено самолётов Як-12 19-й отдельной смешанной эскадрильи, которые выполняли задачи по доставке измерительной информации и поиску изделий.
Задачи, выполняемые в/ч 41167 в структуре 4 ГЦП (полигон «Капустин Яр») в разное время:
- траекторные измерения на конечном участке полета ракет, запускаемых при испытаниях на боевое поле «Аральск»;
- определение места падения ГЧ, отстреливаемых бронекассет, последних ступеней ракет, их розыск и эвакуация на базу;
- фиксация и определение параметров ЯВ при испытательных подрывах ракеты Р-5М в период летных испытаний первого ракетного комплекса с ядерным снаряжением ГЧ;
- измерения характеристик отражённых радиолокационных сигналов от головных частей и средств преодоления ПРО на испытательно-исследовательской базе («объект»);
- первичная обработка результатов измерений и испытаний ГЧ и комплекса средств преодоления ПРО вероятного противника в лабораториях части.[2]

Аэродром использовался для транспортного обеспечения полигона «Бархан» на Острове Возрождения, а также для поисково-спасательного обеспечения космических запусков с космодрома Байконур. Эти функции выполняли:
- 220-я отдельная испытательная авиационная эскадрилья особого назначения (220-я ОИАЭ) ВВС, на вооружении которой состояли: в 1960-х годах самолёты Ан-2, Ил-14, вертолёты Ми-8Т; в 1970-х годах здесь появились самолёты Ан-24Т, Ан-26 и вертолёты Ми-26, а в 1988 году — самолёты Ан-72 (они пришли на замену самолётам Ан-24Т). На 1991 год на аэродроме базировалось следующее количество воздушных судов 220-й ОИАЭ: 3 самолёта Ан-72, 3 самолёта Ан-26, 2 вертолёта Ми-8МТ, 2 вертолёта Ми-26, 2 самолёта Ан-2.
- 82-й отдельный вертолётный поисково-спасательный отряд ГУКОС — вертолёты Ми-8Т, Ми-6, Ми-14ПС.

Личный состав эскадрилий вместе с семьями проживал в закрытом городке Аральск-8 («Берёзка»), располагавшемся рядом с аэродромом.
На топографической карте 1980-х годов постройки аэродрома обозначены как МТМ (машино-тракторные мастерские), а городок Аральск-8 — как посёлок Кирпичный.
В январе — феврале 1993 года войсковая часть (220-я ОИАЭ) перебазирована в Саратовскую область (Россия) на аэродром Багай-Барановка (за исключением переданных Казахстану 1 самолёта Ан-72, 2 вертолётов Ми-26 и 2 самолётов Ан-2). В последующие несколько лет аэродром был разрушен (бетонные рулёжные дорожки демонтированы, здания разобраны), городок Аральск-8 заброшен и разграблен.

### Аэропорт
На аэродроме базировалось звено самолётов Ан-2 (Кзыл-Ординского авиаотряда), на этих самолётах со второй половины 1960-х годов отсюда выполнялось большое количество почтово-пассажирских рейсов в населённые пункты региона (Казалинск, Раим, Каратерень, Аманоткель, Куланды, Акбасты). Выполнение рейсов прекращено в 1992—1993 годах, звено расформировано.
Далее в 1990-х годах аэродром использовался пролетающими вертолётами и небольшими самолётами как аэродром 3 класса. Основной тип принимаемых самолётов — Ан-2, эпизодически Як-40 и Ан-24. В 2002 году аэродром был окончательно заброшен и ныне используется как посадочная площадка для самолётов Ан-2 и вертолётов при проведении авиационных работ.

## Происшествия
- 9 марта 1962 года в сложных метеоусловиях на западном побережье Аральского моря потерпел катастрофу самолёт Ли-2 (СССР-84717) 158-го объединённого авиаотряда (Чимкент), вылетевший из аэропорта Аральск на ледовую разведку. Погибло 3 человека.[4]
- 1 ноября 1969 года самолёт Ан-2 (СССР-43847) 290 лётного отряда выполнял почтово-пассажирские рейсы № 643-644 по маршруту Аральск — Амануткуль — Раим — Октябрь — Казалинск — Фрунзе — Каукей — Ажар — Кзыл-Орда и обратно. На аэродроме Казалинск, оформив 12 пассажиров, командир воздушного судна с целью личного приобретения денег принял преступное решение взять на борт дополнительно 11 неоформленных взрослых пассажиров, одного ребёнка, 120 кг багажа и 120 кг груза. После взлёта с аэродрома Казалинск самолёт с большим углом кабрирования набрал высоту около 15 м с потерей скорости, в результате чего произошло сваливание самолёта влево с разворотом на 90°. При ударе о землю самолёт разрушился. При этом погиб ребёнок (1 год, 4 месяца). Остальные пассажиры и члены экипажа получили различные ранения, в том числе тяжелые. На вторые сутки в больнице скончались два взрослых пассажира. Ещё два пассажира скончались через несколько дней. Отказов материальной части не было, метеоусловия простые. Самолёт упал в 65 м от ВПП с курсом 100—280° (350 м от пересекающейся с ней ВПП с курсом 15-195°) и в 200 м от места отрыва[5].